# Buj (řeka)
Buj (rusky Буй) je řeka v Baškirské republice a v Permském kraji v Rusku. Je dlouhá 228 km. Povodí řeky je 6530 km².

## Průběh toku
Na horním toku protéká Permském krajem a na dolním Baškirskou republikou. Ústí zleva do Kamy (povodí Volhy).

## Vodní režim
Průměrný roční průtok vody na středním toku u vesnice Čišmy činí 24,3 m³/s.

## Využití
Je splavná pro vodáky.